# 圣佩德罗-杜图尔武
圣佩德罗-杜图尔武是巴西圣保罗州的一个市镇。总面积731.016平方公里，总人口7017人，人口密度9.6人/平方公里。